# Manuel Mestre
Manuel Mestre Torres, conosciuto come Manolo Mestre (Oliva, 7 gennaio 1935 – Oliva, 31 agosto 2008), è stato un calciatore e allenatore di calcio spagnolo di ruolo difensore.

## Biografia
Ebbe due figli che furono calciatori professionisti: José Enrique Mestre Baviera e Manuel Mestre Baviera. Quest'ultimo, giocò una partita in Primera División con il Valencia nel 1982, entrando in campo negli ultimi 6 minuti di una partita contro l'Atlético Madrid, quando il padre sedeva sulla panchina del club.

## Caratteristiche tecniche
Era un terzino sinistro. Durante la carriera ricoprì anche il ruolo di difensore centrale.

## Carriera
Fu legato per tutta la sua carriera al Valencia.
Iniziò la carriera nella squadra filiale del Mestalla, con cui ottenne la promozione dalla Tercera alla Segunda División nel 1955. L'anno successivo collezionò 14 presenze nella serie cadetta, nella prima metà di stagione, e a partire da gennaio fu aggregato al Valencia per altre 14 partite, in massima serie. Esordì il 15 gennaio 1956 in una vittoria casalinga contro il Las Palmas (4-2), schierato da titolare da Carlos Iturraspe.
Giocò nel club valenciano per 14 stagioni, collezionando 427 presenze totali. Superò il record di presenze con la squadra bianconera, precedentemente detenuto da Vicente Asensi Albentosa. Fu superato da Ricardo Penella Arias vent'anni dopo.
Vinse due Coppe delle Fiere consecutive (1961-1962 e 1962-1963) e una Copa del Generalísimo nel 1954.
In occasione degli ottavi di finale della Coppa delle Fiere 1962-1963, gli spagnoli vinsero in casa per 4-0 contro il Dunfermline Athletic FC ma persero per 6-2 al ritorno in Scozia. Fu disputato uno spareggio in campo neutro a Lisbona, dove Mestre realizzò il gol della vittoria per 1-0, che permise al Valencia di proseguire il suo vittorioso cammino nella competizione.
Nella stagione 1963-1964 perse in finale in Coppa delle Fiere contro il Real Zaragoza.
Giocò due partite con la nazionale spagnola. La prima 22 novembre 1959 a Valencia contro l'Austria (6-3), la seconda il 12 settembre 1961 a Casablanca contro il Marocco (0-1).
Nel 1964 fu colpito da diversi infortuni che lo allontanarono dai campi e gli fecero rischiare un ritiro anticipato dal calcio: ebbe una frattura del setto nasale, febbre maltese e un'ernia del disco che lo costrinse a essere operato due volte. Tuttavia, riuscì a recuperare e tornò a giocare fino al 1969.
Dopo il ritiro, allenò le giovanili del Valencia, facendosi carico della prima squadra in tre occasioni, nel 1975, nel 1977 e nel 1982.

## Palmarès
- Coppa di Spagna: 1

Valencia: 1954
- Coppa delle Fiere: 2

Valencia: 1961-1962, 1962-1963